# 1986 في المكسيك
فيما يلي قوائم الأحداث التي وقعت خلال عام 1986 في المكسيك.

## أحداث
- 31 مارس – الخطوط الجوية المكسيكية الرحلة 940

## رياضة
- 1 يناير – كأس العالم لكرة القدم 1986 الفائز منتخب الأرجنتين لكرة القدم.

## مواليد

### يناير
- 1 يناير – لينيا روفالكابا لاعبة جودو بارالمبية مكسيكية.
- 7 يناير – أنطونيو ديماركو ملاكم مكسيكي.
- 10 يناير – أدريان هيرنانديز ملاكم مكسيكي.
- 10 يناير – هومبيرتو تابيا ملاكم مكسيكي.
- 11 يناير – ماريو بريونس ملاكم مكسيكي.

### فبراير
- 5 فبراير – جيراردو فلوريس لاعب كرة قدم مكسيكي.
- 16 فبراير – خوليو سيزار تشافيز جونيور ملاكم مكسيكي.

### مارس
- 6 مارس – بول نيكولاس أغويلار لاعب كرة قدم مكسيكي.

### أبريل
- 12 أبريل – ماركو أنطونيو نازارث ملاكم مكسيكي.

### مايو
- 15 مايو – لويس مونتيس لاعب كرة قدم مكسيكي.
- 28 مايو – ألونسو لوبيز ملاكم مكسيكي.
- 28 مايو – أليخاندرو باريرا ملاكم مكسيكي.

### أغسطس
- 7 أغسطس – خوان دي لا روزا ملاكم مكسيكي.
- 9 أغسطس – رامون ألفاريز ملاكم مكسيكي.

### سبتمبر
- 28 سبتمبر – أندريس غواردادو لاعب كرة قدم مكسيكي.

### أكتوبر
- 4 أكتوبر – يوريذيا مغنية مكسيكية.

### نوفمبر
- 17 نوفمبر – مويسيس فلوريس ملاكم مكسيكي.

### ديسمبر
- 5 ديسمبر – أوسكار ميزا ملاكم مكسيكي.

### يناير
- 7 يناير – خوان رولفو (مواليد 1917) كاتب مكسيكي.

### يونيو
- 17 يونيو – فيليبي روساس (مواليد 1910) لاعب كرة قدم مكسيكي.

### أغسطس
- 6 أغسطس – اميليو فرنانديز (مواليد 1904)

### نوفمبر
- 13 نوفمبر – فرنسيسكو فلوريس (مواليد 1933) لاعب كرة قدم مكسيكي.